# Múm
múm，冰島的實驗音樂團體。

## 作品列表

### 專輯
- Yesterday Was Dramatic - Today Is OK（2000）
- Finally We Are No One（2002）
- Summer Make Good（2004）
- Go Go Smear the Poison Ivy（2007）
- Sing Along to Songs You Don't Know（2009）
- Smilewound（2013）

## 台灣巡演
2005年12月3日在這牆音樂藝文展演空間；2013年6月11日在Legacy。

## 外部連結
- 官方推特（页面存档备份，存于）（英文）
- 官網（页面存档备份，存于）（英文）